# David D. Clark
Pour les articles homonymes, voir David Clark et Clark.
David Dana Dave Clark (né le 7 avril 1944) est un informaticien américain, pionnier d'Internet. Il travaille en tant que « Senior Research Scientist » au « Computer Science and Artificial Intelligence Laboratory » (CSAIL) du Massachusetts Institute of Technology.

## Formation
Il est gradué du Swarthmore College en 1966. En 1968, il obtient un master et un diplôme d'ingénieur en électrotechnique au MIT, où il travaille sur l'architecture des entrées-sorties de Multics sous la direction de Jerome H. Saltzer. Il obtient un Ph.D. en électrotechnique au MIT en 1973.

## Carrière
De 1981 à 1989 Clark est « Chief Protocol Architect » d'Internet ; il dirige le « Internet Activities Board » qui devient le « Internet Advisory Board » puis le Internet Architecture Board jusqu'en 1989. Il est aussi président du « Computer Sciences and Telecommunications Board » du Conseil national de la recherche des États-Unis.

## Honneurs et récompenses
- 1990 : SIGCOMM Award (en) en reconnaissance de ses contributions importantes au protocole et à l'architecture d'Internet.
- 1996 : Membre de la National Academy of Engineering
- 1998 : Médaille Richard Hamming[3].
- 2001 : Fellow de l'Association for Computing Machinery.
- 2002 : Membre de l'American Academy of Arts and Sciences.
- 2001 : « Telluride Tech Festival Award of Technology » à Telluride au Colorado
- 2011 : « Internet & Society Lifetime Achievement Award » du Oxford Internet Institute de l'Université d'Oxford.
- 2011 : Il est accueilli au temple de la renommée d'internet, dans la catégorie des pionniers.

## Publications (sélection)
- 1974 : David D. Clark, « An Input/Output Architecture for Virtual Memory Computer Systems », Ph.D. dissertation, Project MAC Technical Report 117, January 1974
- 1988 : David D. Clark, « The Design Philosophy of the DARPA Internet Protocols », Computer Communications Review, vol. 18, no 4,‎ août 1988, p. 106–114
- 2000 : R. Braden, David D. Clark, S. Shenker et J. Wroclawski, « Developing a Next-Generation Internet Architecture », ISI white paper, 2000
- 2001 : L. W. McKnight, W. Lehr, David D. Clark (éds.), Internet Telephony, MIT Press, 2001,  (ISBN 0-262-13385-7)
- 2002 : David D. Clark, K. Sollins, J. Wroclawski et R. Braden, « Tussle in Cyberspace: Defining Tomorrow’s Internet », Proceedings of SIGCOMM 2002, ACM Press, 2002
- 2003 : David D. Clark, K. Sollins, J. Wroclawski, et T. Faber, « Addressing Reality: An Architectural Response to Real-World Demands on the Evolving Internet », ACM SIGGCOMM 2003 Workshops, Karlsruhe, août 2003